# 奥斯泰尔
奥斯泰尔是德国下萨克森州的一个市镇。总面积19.89平方公里，总人口2279人，其中男性1161人，女性1118人（2011年12月31日），人口密度115人/平方公里。